# Base de Apoyo Logístico Curuzú Cuatiá
La Base de Apoyo Logístico "Curuzú Cuatiá" (BAL) es una unidad del Ejército Argentino creada en 1992 con asiento de paz en Curuzú Cuatiá y con dependencia orgánica de la III Brigada de Monte y con dependencia funcional de la Dirección General de Material.

## Historia
La BAL Curuzú Cuatiá se originó el 31 de marzo de 1950 como la 1.ª Compañía de Reparaciones Motorizada con asiento en el Arsenal «Esteban de Luca» de Boulogne Sur Mer. En 1959 sobre la base de esa compañía se constituyó la Compañía de Reparaciones de Material de Guerra Motorizado, trasladada a Federal, integrando el Comando del 1.er Ejército. En 1961 pasó a denominarse Compañía de Material dentro de la 4.ª División de Caballería y bajo dependencia de su comando, trasladándose desde el 16 de febrero de 1961 a Curuzú Cuatiá.
El 16 de noviembre de 1964 se constituyó en el Batallón Logístico 3 (B Log 3) como unidad dependiente de la III Brigada de Infantería.
En 1978 parte de sus efectivos fueron movilizados a Río Gallegos durante el Conflicto del Beagle.
El Batallón Logístico 3 se desplegó en las islas Malvinas, con 8 oficiales, 26 suboficiales y 39 soldados. Dos suboficiales y un conscripto murieron en batalla.
Permaneció como Batallón Logístico 3 hasta el 16 de noviembre de 1992, cuando adoptó el nombre de «Base de Apoyo Logístico “Curuzú Cuatiá”» (BAL Curuzú Cuatiá), dentro de la Brigada Motorizada III-Escuela, y trasladándose a otro cuartel.